# Aeropuerto de Juazeiro do Norte

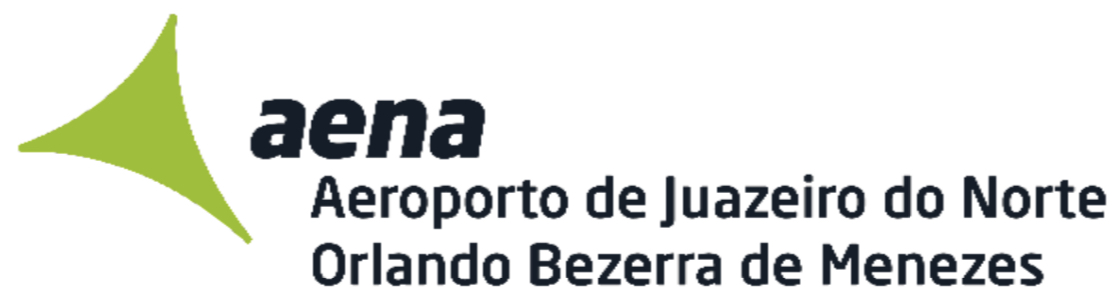
Logo del aeropuerto de Juazeiro do Norte.

El Aeropuerto de Juazeiro do Norte - Orlando Bezerra de Menezes,es un aeropuerto internacional situado en el municipio de Juazeiro do Norte en la región metropolitana de Cariri, en el estado de Ceará, Brasil. Desde el 14 de marzo de 2002, el aeropuerto de Juazeiro sirve al área del centro-sur de Ceará, al noreste de Pernambuco, Paraíba, y al suroeste de Piauí.
El Aeropuerto de Juazeiro aumentó su capacidad de pasajeros hasta 100 millones en pocos años, debido a que Gol Linhas Aéreas se instaló en el mismo. Se estima que el aeropuerto de Juazeiro es el más rápido en crecimiento en Brasil. Hoy es el segundo aeropuerto más grande de la región nororiental, detrás de la Petrolina. Está operado por AENA.

## Destinos
| Compañías         | Destinos                                                   |
| ----------------- | ---------------------------------------------------------- |
| Gol Linhas Aéreas | Río de Janeiro, Fortaleza, Brasília, Recife.               |
| Avianca Brasil    | Fortaleza, Brasília, Porto Alegre, São Paulo, (Guarulhos). |